# 小棱背龜屬
小棱背龟属（学名：Pangshura）是地龟科的一个属，其下的龟原产于南亚。该属的生物本身是从棱背龟属（Kachuga）分出来的，2010年又增添了一个新的种Pangshura tatrotia（化石）。

## 下属物种
本属包括以下物种：
- 史密斯棱背龜 Pangshura smithii (Gray, 1863)
- 阿薩姆棱背龜 Pangshura sylhetensis Jerdon, 1870[4]
- Pangshura tatrotia Joyce & Lyson, 2010 †
- 印度棱龜 Pangshura tecta (Gray, 1831)
- 帳篷棱背龜 Pangshura tentoria (Gray, 1834)

## 保育狀況
除被列入附录Ⅰ的所有种均被列為《瀕危野生動植物種國際貿易公約》附錄二的物種，被限制出口及貿易。

## 外部連接
- Photos at Chelonia.org （页面存档备份，存于）